# Shenouda III
Shenouda III (en árabe: البابا شنوده الثالث), con nombre de pila Nazir Gayed Rufail (en árabe: نظير جيد روفائيل‎) (Asiut, 3 de agosto de 1923–El Cairo, 17 de marzo de 2012), fue papa de la Iglesia ortodoxa copta, el 117.º Arzobispo de Alejandría y Patriarca de África sobre la Santa Sede Apostólica de San Marcos.
Por razón de su cargo, Shenouda III fue la cabeza del Santo Sínodo del Patriarcado Copto Ortodoxo de Alejandría y de la Iglesia copta mundial. Ostentaba de manera oficial el título de Su Santidad Papa de Alejandría y de todo Egipto, de Nubia, de Etiopía y de la Pentápolis y Patriarca de todo el país evangelizado por San Marcos.
Graduado en la Universidad de El Cairo y en el Seminario Copto Ortodoxo, se ordenó como monje bajo el nombre de Fray Antonio el Sirio después de entrar en el monasterio sirio de la Virginidad Eterna de María Theotokos, donde después fue ordenado sacerdote.
El Patriarca Cirilo VI le llamó al patriarcado, en donde le consagró como obispo para la educación Cristiana y Decano de la Universidad Teológica Copta Ortodoxa, momento en el que asumió el nombre de Shenouda, el cual era el nombre de un Santo Copto y de dos patriarcas anteriores: Shenouda I (859–880) y Shenouda II (1047–1077).
Ocupó el patriarcado de Alejandría desde el 14 de noviembre de 1971, presidiendo desde entonces la expansión mundial de la Iglesia copta ortodoxa. Durante su papado, Su Santidad Shenouda III ordenó los primeros obispos de la historia para las diócesis norteamericanas, diócesis que hoy en día aglutinan a más de cien iglesias, en comparación con las cuatro que existían en 1971. También ordenó a los primeros obispos de la historia de Australia y la primera iglesia copta en Sudamérica. Asimismo, consintió la creación del Patriarcado de Eritrea en 1993, ordenando a sus Patriarcas.
Se le conoce por su lucha para la unidad del Cristianismo y, desde los años 1970, defendió el diálogo interconfesional entre las distintas facciones cristianas.

## Infancia
Nació el 3 de agosto de 1923 en Asiut, en el centro de Egipto, siendo el menor de una familia de ocho hijos. A la edad de 16 años se involucró en el movimiento dominical de la Escuela Copta. 
Nazeer Gayed trabajó activamente en su iglesia y sirvió como profesor de la escuela dominical, primero en la iglesia de San Antonio en Shoubra y más tarde en la Iglesia Santa María en Mahmasha.
Tras completar su graduación en historia en la Universidad de El Cairo, trabajó en un instituto en El Cairo como profesor de inglés y ciencias sociales, a la vez que acudía a clases en el Seminario Teológico Copto por las noches. Tras graduarse en el seminario, en 1949, fue elegido como profesor de Estudios del Nuevo Testamento.

## Vida monástica y servicio educacional
El 18 de julio de 1954, se unió a la vida monástica del Monasterio Sirio en Scetes. Allí le fue otorgado el nombre de Padre Antonio el-Syriani (Antonio el Sirio, o Antonio del Monasterio Sirio). Durante seis años, desde 1956 hasta 1962, vivió una vida de soledad en una cueva unas siete millas de distancia del monasterio, dedicando todo este tiempo a la meditación, oración y ayuno. Antonio el-Sirio estuvo entre los candidatos para ser nominados al trono papal en 1956, pero el Papa Cirilo VI fue finalmente elegido para el cargo.

## Ordenación como Obispo
El 30 de septiembre de 1962, el Papa Cirilo VI le designó para el episcopado para la Educación Cristiana y como decano del Seminario de Teología Copta Ortodoxa, y lo designó Shenouda. El nombre es un homenaje al más destacado escritor y estudioso en lenguaje copto que fue San Shenouda. 
Bajo su liderazgo, se triplicó el número de estudiantes del seminario de Teología Copta Ortodoxa. Sin embargo, fue suspendido en 1966 por el Papa Cirilo VI.,  Esto fue esencialmente el resultado de sus entusiastas campañas por el cambio que utilizaban frases fuertes, como por ejemplo apoyar el derecho del pueblo a elegir sus propios obispos y sacerdotes, un principio que el Obispo Shenouda después aplicó cuando se convirtió en el Papa de Alejandría. Posteriormente pudo ser resuelto, este conflicto entre el Papa Cirilo VI y el Obispo Shenouda.

## Coronado como Papa de los coptos
Fue coronado como Papa Shenouda III, el 117.º Papa de Alejandría y Patriarca de la sede de San Marcos el 14 de noviembre de 1971, cerca de 9 meses después de la muerte del Papa Cirilo VI de Alejandría. Como él ya era Obispo, no pudo asumir otro nombre diferente al de Shenouda.
La ceremonia de coronación fue la primera realizada en la Catedral Copta Ortodoxa de San Marcos en El Cairo. Entre sus primeras actividades como Papa de los Coptos, están la inauguración de universidades y clínicas universitarias coptas, así como estaciones de radio y televisión copta (Mesat, Bavly Phone, Aghapy).

## Los Santos del Patriarca Shenouda III
Durante su pontificado copto, Shenouda III, no solo escribió libros pastorales, sino que en los Sínodos de Obispos Coptos que le tocó presidir, canonizó a santos coptos, como:
- Abdel Messih El Makari, también conocido como Abdel Messih de Manahari.
- Yostos El Anthony, llamado el "Monje Silente"
- El Patriarca San Cirilo VI.
- Samaan Farahat Ibrahim, impulsor y posterior, sacerdote - rector de la Basílica de San Simón el Curtidor, en Mokattam, Egipto.
- Madre Irene Yassa, abadesa copta egipcia.

## Fallecimiento
El 17 de marzo de 2012, falleció a los 88 años de edad por problemas en hígado y de pulmones de los que ya había sido tratado en clínicas de Estados Unidos. La Iglesia copta anunció un periodo de duelo y que los sermones del funeral comenzarían tras la llegada a El Cairo de todos los obispos de la jerarquía, tanto de Egipto como de otros lugares.

### Capilla Ardiente
Durante el 18 y 19 de marzo, su cuerpo fue expuesto al público en la Catedral de San Marcos de El Cairo. Sus restos reposaron en un trono ceremonial, ataviados con una vestimenta sacerdotal de oro y rojo, una mitra dorada en su cabeza y un báculo de oro en su mano.
Varias personas dieron su pésame a la muerte del patriarca, en particular los líderes musulmanes, que apreciaron el carácter conciliador del Papa. Incluso Ahmed el-Tayib, gran imán de Al Azhar (la autoridad islámica más importante del país) dio sus condolencias.
Miles de egipicios acudieron a la capilla ardiente, y al menos tres personas murieron asfixiadas por la gran aglomeración de fieles, que provocan estampidas por ver al difunto y otras 40 resultaron heridas.
El papa católico Benedicto XVI también lamentó su muerte en la oración vaticana del domingo.

### Sepultura
El 20 de marzo su cuerpo fue transportado desde la Catedral Copta de San Marcos a una base aérea militar, desde donde viajó al Monasterio de San Bishoy, lugar donde en 1981 hubo sido desterrado tras criticar la gestión del entonces presidente Anwar Sadat.
Cientos de miles de personas acudieron a la Catedral, pancartas en mano, a despedir a su difunto Papa. Se escucharon lemas como “todo nuestro amor al Papa Shenouda III” o “Te amamos, Baba (Papa), te amamos”.
Cuando el helicóptero militar llegó al monasterio, en Wadi Al Natrun, fue recibido por representantes del gobierno, líderes de las fuerzas armadas y autoridades cristianas y musulmanas. Ya en el templo, miles de fieles más se despidieron del ataúd, el cual fue llevado hasta la última morada.